# Un fratricide
Un fratricide (Ein Brudermord) est une nouvelle du romancier germanophone Franz Kafka écrite entre le 14 décembre 1916 et janvier 1917 sous le titre Un meurtre et publiée en 1920 dans le recueil de nouvelles Un Médecin de campagne.

## Résumé
Schmar, le meurtrier, tend une embuscade à sa victime, nommée Wese, sur le court trajet entre son bureau et sa maison. Schmar l'aborde, car il semble le connaître bien, puis le poignarde avec un couteau. Il est d'humeur fiévreuse pendant toute la scène mais le meurtre le pousse au-delà de ses limites physiques.
Un témoin, Pallas, dénonce Schmar tandis que la femme de Wese se précipite alors vers son mari assassiné dans la ruelle. Elle se jette sur lui et prive la foule de la vue du corps. Schmar, pris de nausée, se laisse emmener sans résistance par un garde.

## Influence cinématographique
Kafka était passionné de cinéma et dès 1913 il a pensé à introduire l'esthétique cinématographique, de la capture d'images, dans le roman. Ce récit est ainsi constitué de description visuelles et imagées. Le texte décrit même des gestes qui correspondent au langage corporel des films muets.